# 普兰泰申 (佛罗里达州)
普兰泰申（英語：Plantation）是美国佛罗里达州布勞沃德縣下属的一座城市。建立于1953年。面积约为56.8平方公里（约合21.9平方英里）。根据2010年美国人口普查，该市有人口84,955人。论人口在本州排行第25。